# Denis Scheck

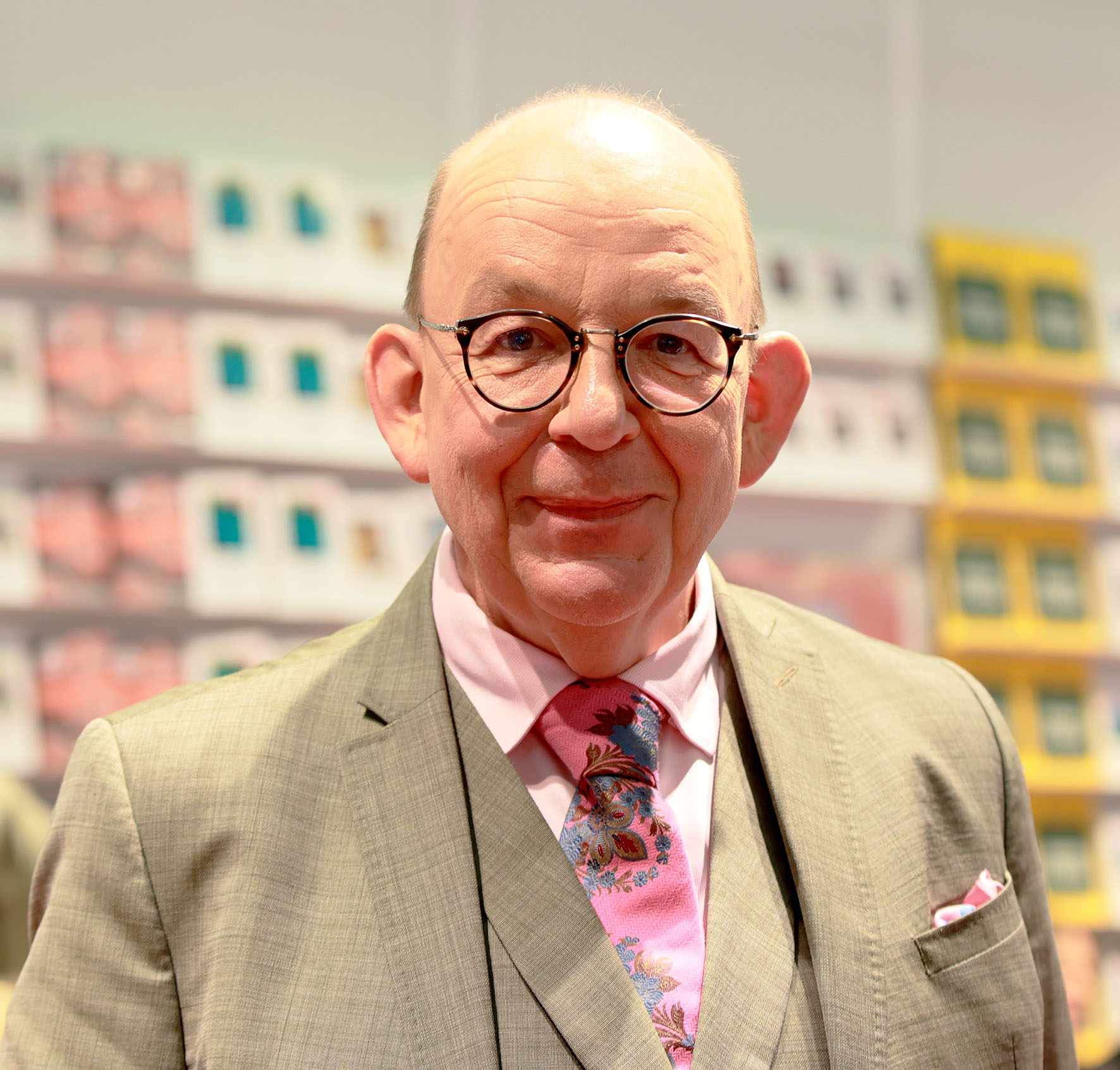
Denis Scheck auf der Frankfurter Buchmesse 2022

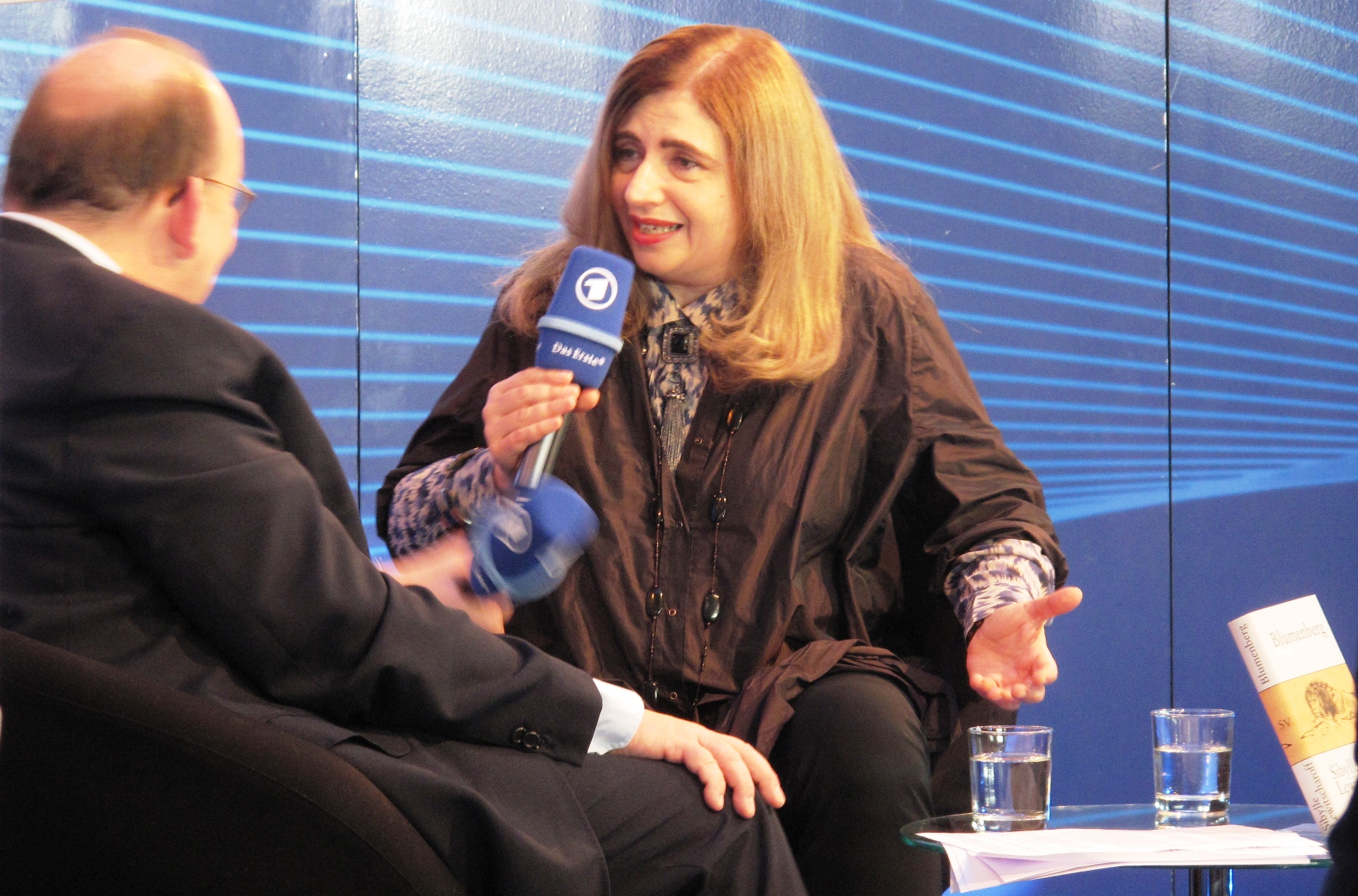
Denis Scheck und Sibylle Lewitscharoff auf der Frankfurter Buchmesse 2011

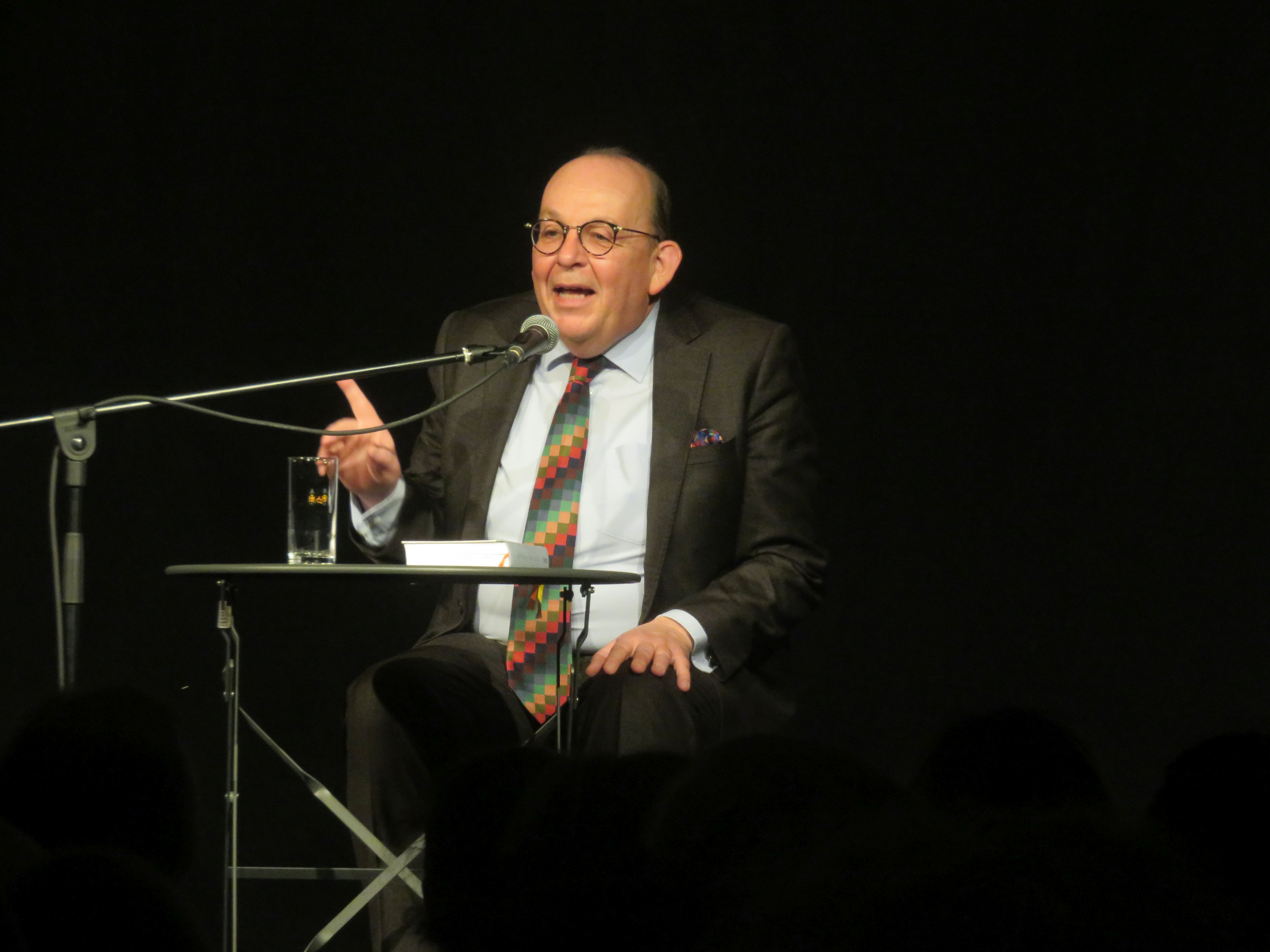
Denis Scheck während einer Lesung aus seinem Sachbuch Schecks Kanon, 2020

Denis Scheck (* 15. Dezember 1964 in Stuttgart) ist ein deutscher Literaturkritiker, Übersetzer und Journalist in Hörfunk und Fernsehen.

## Leben

### Jugend und Ausbildung
Denis Scheck wurde am 15. Dezember 1964 in Stuttgart als Sohn eines Poliers und einer Sekretärin geboren. Da die Eltern mit dem achtjährigen Jungen in ein abgelegenes Dorf in der Nähe Stuttgarts zogen, sei er infolge mangelnder geistiger Anregung auf dem Land – nach eigener Aussage – aus reiner Langeweile zum Lesen gekommen.  Er gründete bereits mit 13 Jahren eine Literaturzeitschrift namens Newlands.
Scheck besuchte das Gottlieb-Daimler-Gymnasium in Stuttgart-Bad Cannstatt.
Scheck studierte Germanistik, Zeitgeschichte und Politikwissenschaft an den Universitäten Tübingen und Düsseldorf sowie an der University of Texas in Dallas und wurde vom dortigen Center for Translation Studies mit einer Arbeit über Heinrich von Kleists Michael Kohlhaas und E. L. Doctorows Ragtime zum Master of Arts graduiert.

### Werk
Denis Scheck arbeitet als Literaturagent, Übersetzer US-amerikanischer und britischer Autoren, Herausgeber und Literaturkritiker. Von 1997 bis 2016 war er Literaturredakteur beim Deutschlandfunk, wo er regelmäßig die Sendung Büchermarkt moderierte und jeweils freitags die Bestsellerliste des Spiegel kommentierte. Scheck kündigte die Stelle, um ab September 2016 die Moderation des Kulturmagazins Kunscht! sowie der Literatursendung lesenswert im Fernsehprogramm des Südwestrundfunks zu übernehmen. Im Juni 2024 wurde bekannt, dass lesenswert vom SWR nach dem Ablauf des Jahres 2025 eingestellt wird, weil im Zuge von Sparmaßnahmen in den ARD-Sendern Mittel in Angebote umgeschichtet werden sollen, die sich eher an jüngere Zuschauer wenden. Den Fernsehzuschauern ist er vor allem als Moderator des Büchermagazins Druckfrisch bekannt, das seit dem 9. Februar 2003 monatlich im Ersten ausgestrahlt wird.
2000 wurde Scheck mit dem Kritikerpreis des Deutschen Anglistentages ausgezeichnet. Von 2000 bis 2002 gehörte er der Jury des Ingeborg-Bachmann-Preises in Klagenfurt an. 2004 übernahm er für zwei Semester eine Gastprofessur für Literaturkritik an der Universität Göttingen.
2007 erhielt Scheck die Übersetzerbarke vom Verband deutschsprachiger Übersetzer literarischer und wissenschaftlicher Werke (VdÜ) „für sein anhaltendes, nicht nur von Sachkenntnis getragenes, sondern auch mit Witz und Charme vorgetragenes Engagement für die Belange der Literaturübersetzer, insbesondere in deren langjähriger Auseinandersetzung mit den Verlagen um eine angemessene Vergütung ihrer Arbeit.“
Die deutsche Übersetzerin Erika Fuchs verwendete Schecks Namen in einem Donald-Duck-Comic, in dem es eine Spielwarenhandlung Scheck gibt, die Donald Duck mit dem Satz betritt: „Mal sehen, was der gute Scheck wieder auf Lager hat.“
Scheck ist dem Europäischen Übersetzer-Kollegium des Landes NRW, EÜK, verbunden; er moderiert dort häufig, so zum Beispiel die Straelener Atriums-Gespräche.
Regelmäßig empfiehlt Scheck die Schriften des US-Erfolgsautors T. C. Boyle und zeigt diese in Druckfrisch.
Von 2014 bis 2016 war Scheck einer von drei Juroren beim Bayerischen Buchpreis.
Schecks Kanon
Seit 2019 veröffentlicht Scheck unter dem Titel Schecks Kanon einen Kanon von 100 wichtigen Werken der Weltliteratur. Die Sammlung beruht auf einer Kolumne in der Welt und Radiosendungen (SWR, WDR). Sie enthält kein Werk von Friedrich Schiller, aber z. B. Carl Barks’ Donald Duck (Die Wette), Khalil Gibran (Werke), Arno Schmidt (Zettel’s Traum), Hergé (Tim und Struppi), Inger Christensen, Dorothy L. Sayers (Mord braucht Reklame), Agatha Christie (Der Tod auf dem Nil), Charles M. Schulz (Die Peanuts), Selma Lagerlöf (Nils Holgerson), Clarice Lispector, Herta Müller (Atemschaukel), Ngũgĩ wa Thiong’o (Herr der Krähen), James Tiptree junior (Liebe ist der Plan, der Plan ist Tod), Ursula K. LeGuin (Planet der Habenichtse), J. R. R. Tolkien (Der Herr der Ringe), Astrid Lindgren  (Karlsson vom Dach), Joanne K. Rowling (Harry Potter), Hypatia, von der zwar keine Schrift erhalten ist, die er aber als Symbol für verfolgte Autoren nimmt, deren Werk nicht überdauerte. Auf seiner Liste ist nur ein Sachbuch, Darwins Über die Entstehung der Arten.
Schecks Anti-Kanon
Seit Juni 2021 strahlt der SWR jeweils kurze Episoden der Sendung Schecks Anti-Kanon aus, in denen Scheck die in seinen Augen schlechtesten Bücher der Weltgeschichte vorstellt. Im Juli 2021 wurde die Sendung dafür kritisiert, dass sie die Erzählung Kassandra von Christa Wolf und Mein Kampf von Adolf Hitler auf eine Stufe stelle. Außerdem sei durch eine Animation, bei der das jeweilige Buch von einem Blitz getroffen wird, eine Assoziation zu Bücherverbrennungen geweckt worden. Der SWR entfernte die Hitler-Episode daraufhin und kündigte an, die Animation zu ändern.

### Privates

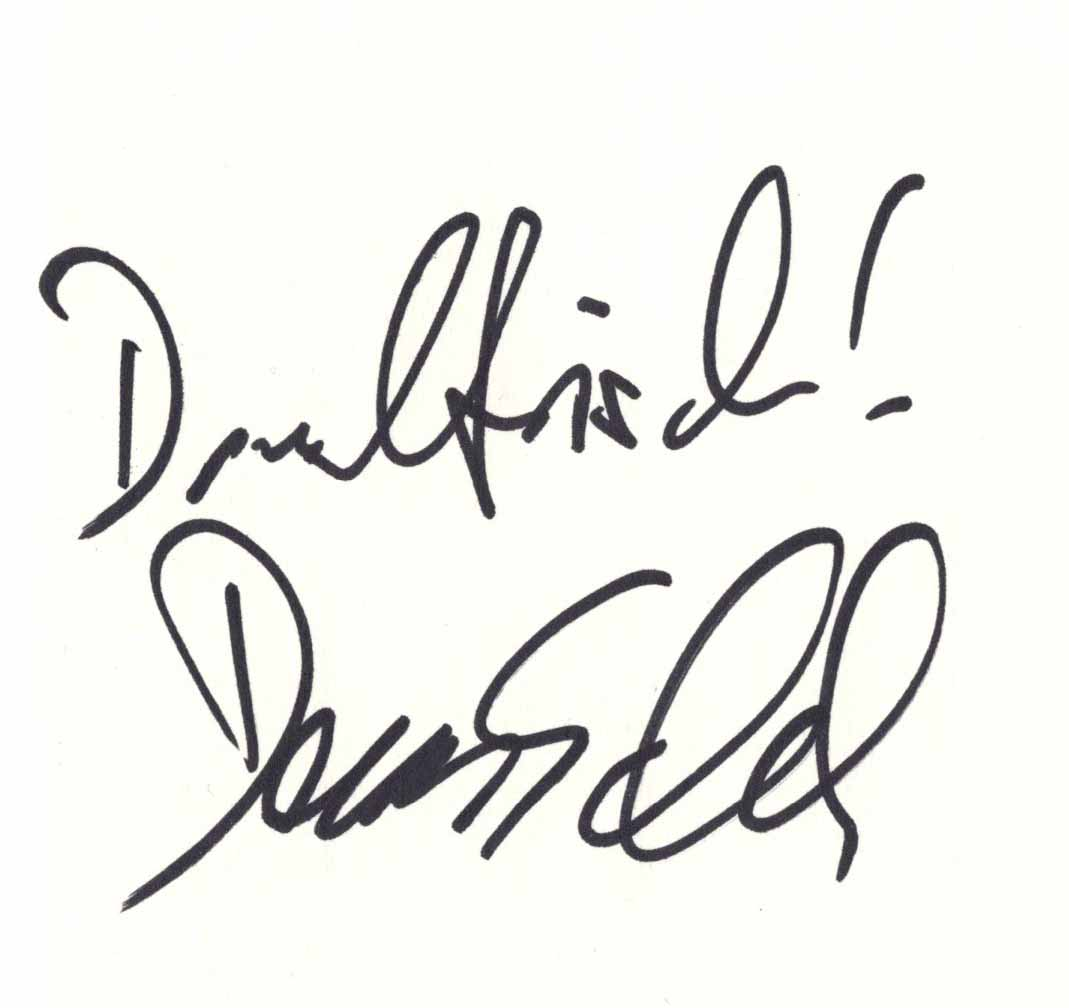
Autogramm (2019)

Denis Scheck ist seit 2014 mit der Journalistin Christina Schenk (* 1980) verheiratet, mit der er eine Sammlung von Aphorismen von Oscar Wilde herausgegeben hat. Mit Schenk verfasste Scheck zudem das Sachbuch Der undogmatische Hund über die Kulturgeschichte des Hundes anhand des eigenen Jack Russell Terrier. Denis Scheck bezeichnet sich selbst als begeisterten Jäger.

## Kontroversen
Nach seinem Verriss des Romans Ein alter Traum von Liebe von Nuala O’Faolain, der wenige Tage zuvor von Elke Heidenreich hochgelobt worden war, bezeichnete Heidenreich Scheck in einem Interview mit der Süddeutschen Zeitung im Jahr 2003 als „hysterisches Rolltreppendickerchen“ und „Tchibo-Literatur-Vertreter“. Heidenreich hatte Schecks abschließenden Kommentar, das Buch sei das Richtige für „eine alte Schachtel“, auf sich bezogen. Scheck bestritt, dass er Heidenreich gemeint habe, sagte aber auch: „Ich sehe sie […] nicht als Kollegin, weil sie eben keine Literaturkritikerin ist. Bei ihr ist Literatur ein Mittel gegen seelische Blessuren. Für mich ist Literatur nicht dazu da, um uns über unsere Seelenwehwehchen hinwegzutrösten.“ In der Ausgabe der TV-Sendung Druckfrisch von 12. Dezember 2021 verriss Scheck das Sachbuch Hier geht’s lang!: Mit Büchern von Frauen durchs Leben von Elke Heidenreich mit den polemischen Worten: „Elke Heidenreich muss niemandem mehr beweisen, wie klug sie ist. In ihrem neuen Buch verzichtet sie deshalb auch ganz darauf.“
Scheck kritisierte die Entscheidung der Verlage Oetinger und Thienemann, das Wort „Neger“ aus bestimmten Kinderbüchern von Otfried Preußler und Astrid Lindgren zu streichen und sprach von einem „feigen vorauseilenden Gehorsam vor den Tollheiten einer auf die Kunst übergriffigen politischen Korrektheit“. Um seine Meinung kundzutun, trat er in seiner Sendung im Januar 2013 mit Blackface im Stile einer Minstrel Show auf – mit schwarzgeschminktem Gesicht, roten Lippen und weißen Glaceehandschuhen. Es folgte eine Debatte, bei der Scheck Rassismus oder zumindest ein verletzender Rückgriff auf rassistische Traditionen vorgeworfen wurde.

## Auszeichnungen

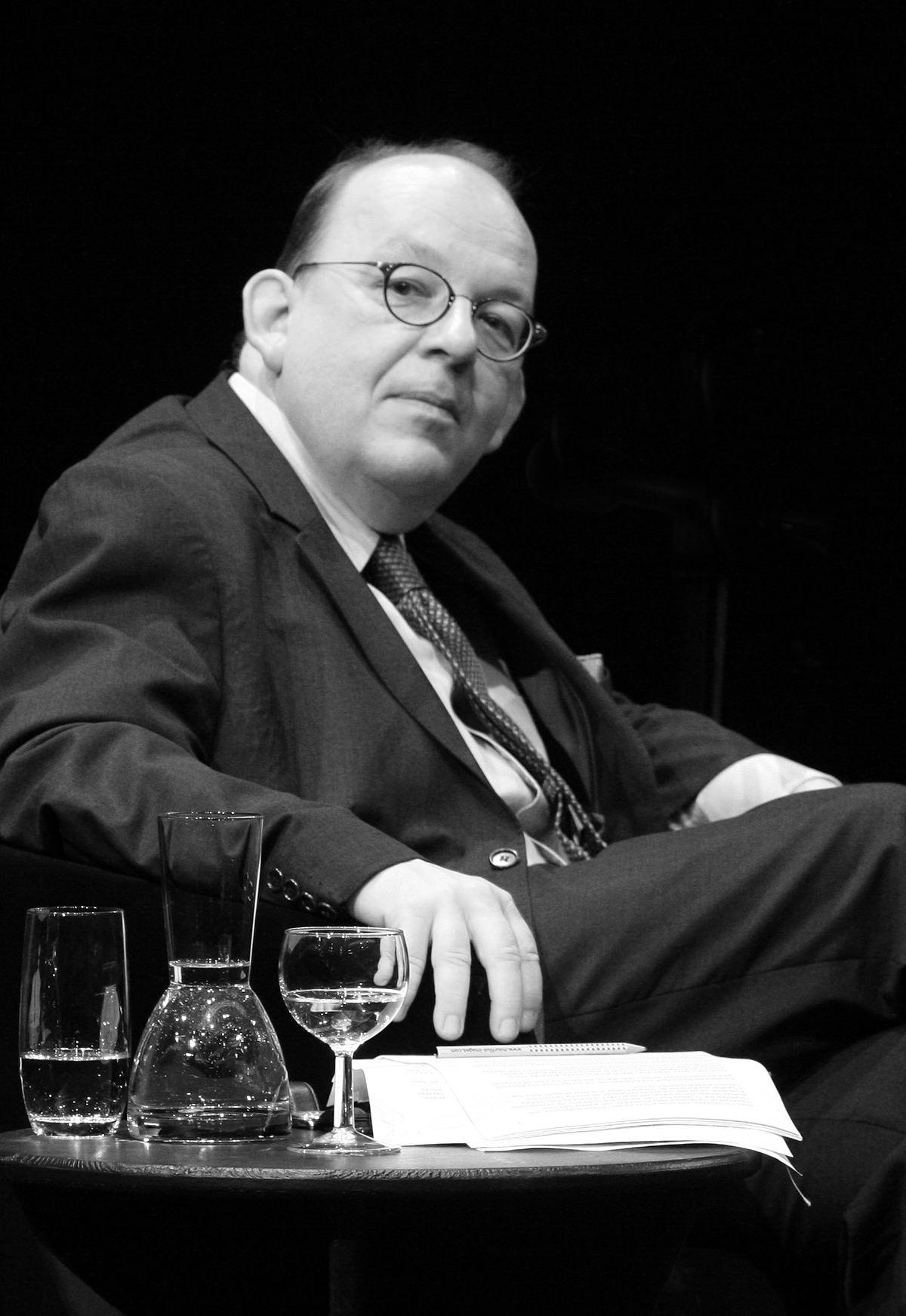
Denis Scheck 2010

- 2000: Kritikerpreis des Deutschen Anglistentages
- 2007: Verband deutschsprachiger Übersetzer literarischer und wissenschaftlicher Werke, Übersetzerbarke
- 2011: Deutscher Fernsehpreis in der Kategorie Besondere Leistung, gemeinsam mit Andreas Ammer
- 2012: Sonderpreis des Hanns-Joachim-Friedrichs-Preises für seine Sendung Druckfrisch in der ARD. Verleihung am 10. Oktober 2012 in Hamburg.[25]
- 2013: Bayerischer Fernsehpreis für seine Sendung Druckfrisch in der ARD. Verleihung am 17. Mai 2013 in München.[26]
- 2014: Hildegard-von-Bingen-Preis für Publizistik[27]
- 2015: Champagne-Preis für Lebensfreude im Hotel Louis C. Jacob, Hamburg-Nienstedten. Laudator Autor Frank Schätzing
- 2015: Julius-Campe-Preis
- 2025: Saumagen-Orden[28]; erster Preisträger des neu ins Leben gerufenen Friedrich-Perthes-Preises des Börsenvereins des Deutschen Buchhandels[29]

## Werke

### Schriften
- „We all Coalhouse“: a comparative approach towards an interpretation of Heinrich von Kleist's Michael Kohlhaas. 1993, OCLC 29648002 (M.A. University of Texas at Dallas 1993).[30]
- King Kong, Spock & Drella: Was Sie schon immer über amerikanische Popkultur wissen wollten. Droemer Knaur 1995
- Kurt Vonnegut. Deutscher Kunstverlag, Berlin 2014, ISBN 978-3-422-07239-8.
- mit Eva Gritzmann: Solons Vermächtnis. Vom richtigen Zeitpunkt im Leben. Berlin Verlag, Berlin 2015, ISBN 978-3-8270-7840-7.